# Aleksandr Ivanovič Lebed'
Aleksandr Ivanovič Lebed (in russo Алекса́ндр Ива́нович Ле́бедь?; Novočerkassk, 20 aprile 1950 – Territorio di Krasnojarsk, 28 aprile 2002) è stato un generale e politico russo.
È stato un tenente generale dell'Armata Sovietica e dell'esercito della Federazione Russa nonché, poi, anche un politico molto popolare nella Russia post-sovietica. Rimase ucciso nella caduta di un elicottero Mi-8 nella Siberia Occidentale.

## Biografia

### Carriera militare
Dopo aver represso brutalmente il dissenso nel Caucaso durante gli anni ottanta, includendo la dispersione violenta di un raduno indipendentista il 9 aprile, di fronte all'edificio di governo di Tbilisi (capitale della Georgia), che fece venti morti, Aleksandr Lebed' divenne comandante della 106ª Divisione aviotrasportata delle guardie di Tula dal 1990 al 1991.
Lebed rimase al centro dell'attenzione nazionale russa ed internazionale dopo il fallito colpo di Stato sovietico del 1991, con il quale l'ala oltranzista del PCUS cercò di rovesciare il governo di Michail Gorbačëv, autore delle riforme note come "glasnost'" e "perestrojka". All'apice della crisi i golpisti circondarono il Palazzo della Duma, sede del parlamento russo; a Lebed' fu ordinato di circondare il parlamento con truppe corazzate, ma egli non intraprese alcuna azione ostile nei confronti degli assediati né contro Boris El'cin (presidente della Repubblica Socialista Sovietica Russa), il cui deciso intervento fece fallire il colpo di Stato.
Più tardi, Lebed' venne promosso e divenne il vice del comandante supremo delle Truppe aerotrasportate russe, generale Pavel Gračëv.

### Alla testa della 14ª Armata
Aleksandr Lebed' divenne nel giugno 1992 il comandante della 14ª Armata Russa, basata in Moldavia.
La presenza delle sue truppe è generalmente considerata responsabile del conflitto su vasta scala nella regione, anche perché Lebed espresse pubblicamente il suo disgusto per la corruzione e l'ininterrotta occupazione del potere di Igor' Smirnov, presidente della Transnistria (una sub-regione che aspirava a separarsi dalla Repubblica Socialista Sovietica di Moldavia).
Il 30 maggio del 1995 rassegna le sue dimissioni, per darsi alla politica. Alle elezioni alla Duma di Stato (il parlamento della Federazione Russa) del dicembre 1995, Lebed è a capo di un partito nazionalista moderato con il nome Congresso delle Comunità Russe (Конгресс русских общин). Il partito non riesce a superare lo sbarramento del 5% per ottenere posti nel parlamento ma lo stesso Lebed' viene eletto in un singolo collegio elettorale.

### Elezioni presidenziali russe del 1996
Aleksandr Lebed' corre come candidato alle elezioni presidenziali russe del 1996 e finisce terzo con il 14.5% dei voti nella prima tornata. Due giorni dopo la prima fase, il presidente incombente Boris El'cin sceglie Lebed' per il ruolo di segretario del Consiglio di sicurezza della Federazione Russa e come consulente di sicurezza nazionale del presidente. Lebed' a sua volta appoggia El'cin nella tornata elettorale finale due settimane più tardi ed infine El'cin vinse il ballottaggio.
Il corso politico di Lebed' è stato marcatamente propenso alla militarizzazione. Lebed' acclamò il colpo di Stato di Augusto Pinochet in Cile, affermando in un articolo che "preservare l'esercito è la base per preservare il governo".
Come capo del consiglio di sicurezza russo, Lebed intavolò negoziati con il presidente ceceno Aslan Maschadov e firmò l'accordo di pace a Chasavjurt, in Daghestan, che nell'agosto 1996 decretò la fine della prima guerra cecena. In seguito venne espulso dal Consiglio di sicurezza russo dal presidente Boris El'cin, nell'ottobre del 1996, in seguito all’instaurarsi di grosse conflittualità tra Aleksandr Lebed' e l'influente ministro degli affari interni, Anatolij Kulikov.

### La denuncia della scomparsa di armi nucleari portatili
Il 7 settembre del 1997, in un'intervista TV con il newsmagazine 60 Minutes, Aleksandr Lebed' sostenne che l'ex Unione Sovietica aveva perso dai suoi arsenali la traccia sui registri di alcune armi nucleari miniaturizzate, della dimensione di una valigetta (oppure contenute in uno zaino). Sia i governi degli Stati Uniti che la Federazione Russa hanno immediatamente confutato le affermazioni di Lebed', con il governo russo che arrivava a contestare di aver mai creato di tali armi.

### La morte sospetta
Il 17 maggio del 1998, Aleksandr Lebed' vinse l'elezione per il governatorato di Krasnojarsk. Occupò questo incarico fino alla sua morte, ad appena 52 anni, il 28 aprile del 2002, in un incidente di elicottero. Il Mi-8 sul quale viaggiava assieme ad altri 19 passeggeri, piloti compresi, mentre andava all'inaugurazione di una pista da sci, precipita causando la morte di altre 6 persone. Oltre a Lebed' vi muore anche la vicegovernatrice di Krasnojarsk Nadežda Kolbadalle.
Le cause controverse, la popolarità e l'affetto che lo avevano circondato, sia nel mondo militare sia dalla popolazione civile, causarono molto scalpore e commozione. La causa ufficiale dell'incidente è stata la collisione dell'elicottero in questione con linee elettriche durante l’attraversamento dei Monti Sajany in una giornata di nebbia, cadendo sulla neve senza incendiarsi. La sua morte è circondata da diverse teorie della cospirazione.

## Onorificenze
Sovietiche
Estere